# Worms-Heppenheim

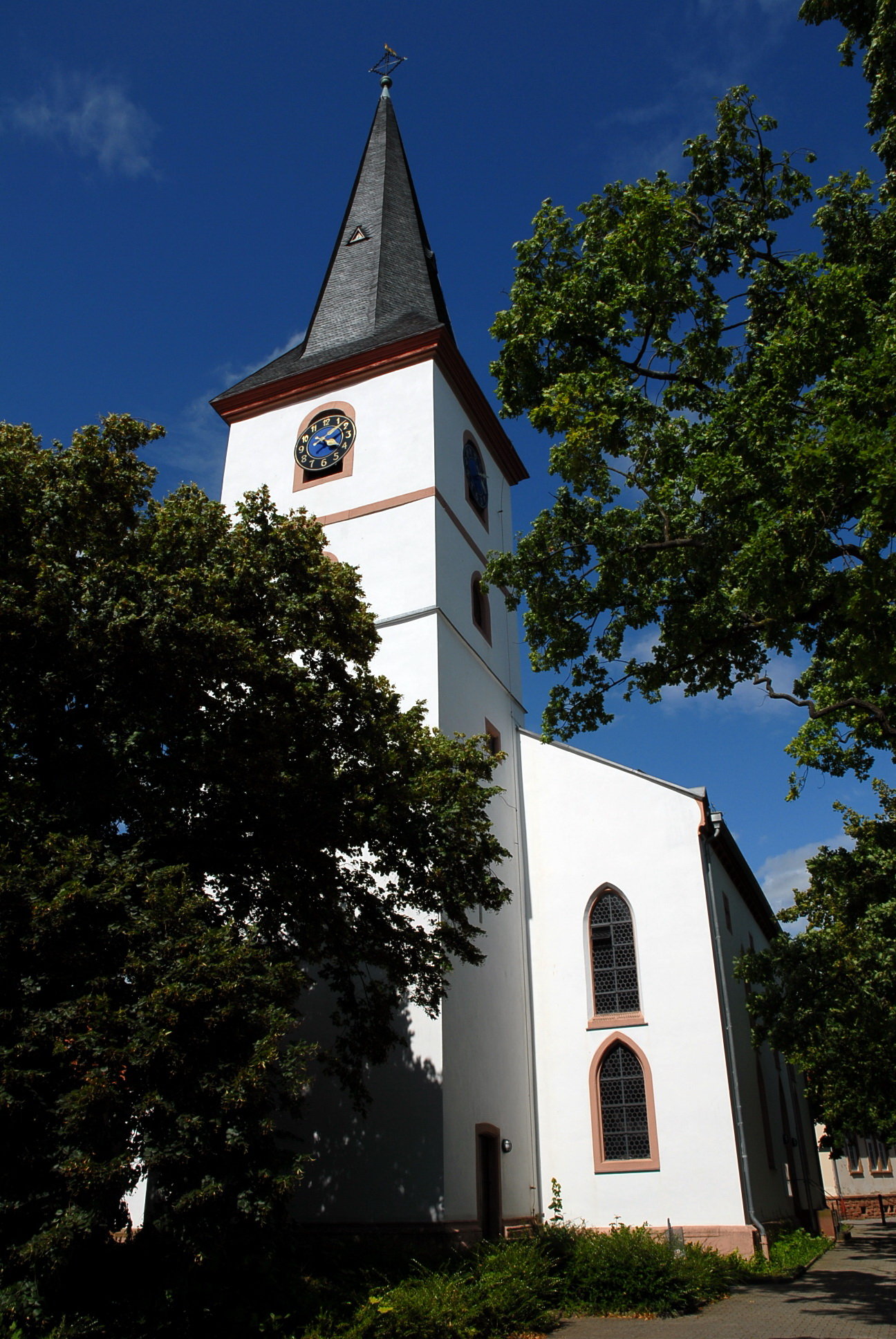
Evangelische Kirche

Heppenheim (bis 1969 Heppenheim an der Wiese; Aussprache [ˈhepnhaɪ̯m], im Dialekt [ˈheprʊm]) ist ein Ortsteil von Worms im südlichen Wonnegau. Das Dorf liegt etwa 9 Kilometer westlich der Stadt im Süden Rheinhessens im Eisbachtal und ist umgeben von Wiesen und landwirtschaftlich genutzten Flächen, auf denen vor allem Wein, Zuckerrüben und Getreide angebaut werden. Das Wappen von Worms-Heppenheim zeigt in Silber zwei gekreuzte blaue Rebmesser (Heppen) mit roten Griffen unter gestieltem, grünem Kleeblatt auf grauem Grund.

## Geschichte
Der Ort ist im Lorscher Codex mit 33 Schenkungen erwähnt und hat damit die meisten Schenkungsurkunden der Wormser Vororte aufzuweisen, gefolgt von Ibersheim mit 27 und Pfeddersheim mit 7. Die erste Urkunde wurde ausgestellt am 3. November 766 oder 767 zur Zeit von Pippin dem Jüngeren. Damals schenkten Wither und Lantfrid zum Seelenheil der Titsuind eine Hofreite in Hepphenheim.
1141 gab es erstes Wormser Besitzrecht in Heppenheim. Auch das Kloster Otterberg war im Ort begütert. 1398 hieß es erstmals „Heppenheim yn dem Dorffe off der Wiesen“. Im März 1460 kam es zur Plünderung und Einäscherung Heppenheims durch Kurmainz als Folge eines Krieges des Mainzer Erzbischofs Diether von Isenburg gegen den Kurfürsten Friedrich von der Pfalz. Die Pest suchte den Ort 1623 heim und nur zwei Jahre später herrschte eine Hungersnot. Mehr als die Hälfte der Bewohner flohen vor den französischen Revolutionstruppen, welche 1792 den Ort besetzten. In der Besatzungszeit gehörte Heppenheim zum Département du Mont-Tonnerre. 1814 endete die französische Herrschaft in der Region.
1967 begann die Partnerschaft mit der französischen Gemeinde Ampilly-le-Sec im Département Côte-d’Or (Burgund).
Seit der Eingemeindung am 7. Juni 1969 ist Heppenheim der westlichste Stadtteil der rheinland-pfälzischen Stadt Worms. Ende Dezember 2003 betrug die Einwohnerzahl 2.073 Personen, bis zum Jahresanfang 2009 schrumpfte sie um knapp 6,1 % auf 1.947 Personen.

## Einwohnerentwicklung
| Datum | Einwohner |
| ----- | --------- |
| 1925  | 1.631     |
| 1933  | 1.678     |
| 1939  | 1.855     |
| 1968  | 2.097     |
| 2014  | 2.077     |

## Politik

### Ortsbeirat
Für den Stadtteil Worms-Heppenheim wurde ein Ortsbezirk gebildet. Dem Ortsbeirat gehören elf Beiratsmitglieder an, den Vorsitz im Ortsbeirat führt der direkt gewählte Ortsvorsteher.
Zum Ortsbeirat siehe die Ergebnisse der Kommunalwahlen in Worms.

### Ortsvorsteher
Thomas Hens (CDU) wurde im Sommer 2024 Ortsvorsteher von Heppenheim. Bei der Kommunalwahl am 9. Juni 2024 hatte er sich mit einem Stimmenanteil von 60 % gegen seinen langjährigen Vorgänger Alexandros Stefikos (SPD) durchgesetzt.

## Kultur und Sehenswürdigkeiten
Siehe auch: Liste der Kulturdenkmäler in Worms-Heppenheim

### Religiöse Bauwerke
- Jüdischer Friedhof
- St.-Laurentius-Kirche (katholisch)
- Evangelische Kirche Heppenheim

## Wirtschaft und Infrastruktur

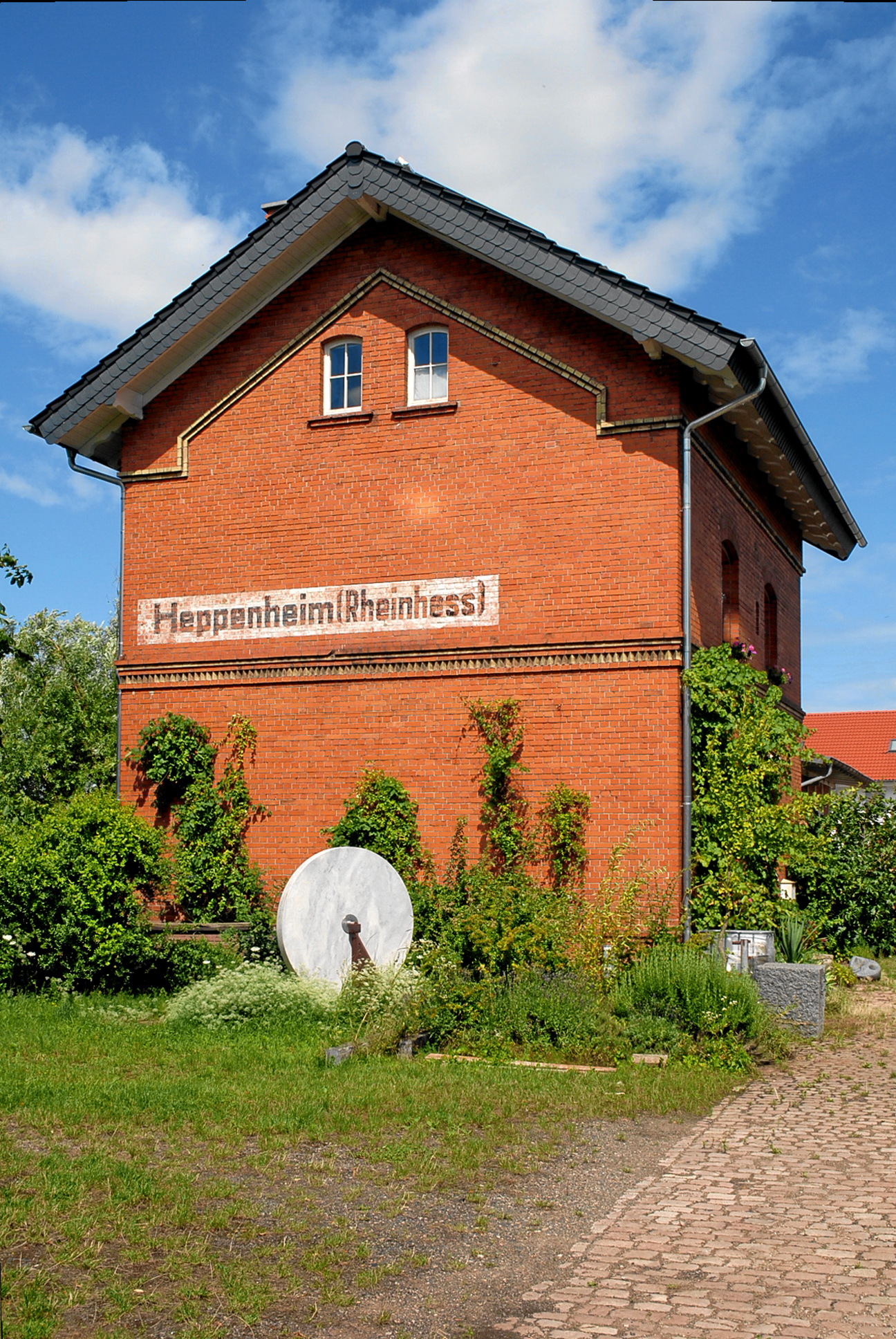
Ehemaliger Bahnhof

Wegen der bislang noch unzulänglichen Versorgung mit DSL- bzw. Breitbandkabel von Heppenheim und der benachbarten Region wurden am 14. Mai 2009 durch Vertreter der betroffenen Verbandsgemeinde Monsheim und einem Wormser Internetbeauftragten gemeinsam Förderanträge für schnelles Internet dem Geschäftsstellenleiter der Breitbandinitiative des Landes Rheinland-Pfalz überreicht.

### Verkehrsanbindung
Von 1886 bis 1968 lag Heppenheim an der mittlerweile abgebauten Bahnstrecke Worms–Grünstadt; der Bahnhof steht noch.
Anfahrt mit dem Auto:
Die Autobahn A 61 ist rund fünf Minuten entfernt (Ausfahrt 'Worms').
Mit dem Bus:
Heppenheim hat fünf Bushaltestellen, die von zwei Buslinien angefahren werden:
- Linie 451 Grünstadt – Worms
- Linie 404 Worms – Worms-Heppenheim

## Söhne und Töchter des Ortes
- Astrid Bechtel (* 1972), 44. Deutsche Weinkönigin 1992/1993
- Anneliese Pauly (* 1954), verh. Schäfer, wohnhaft in München, schreibt unter dem Namen Anne Neunecker Drehbücher für Fernsehserien und -reihen, wie „Sturm der Liebe“, „SOKO 5113“, „Lindenstraße“ u. a.